# Antonio Basso
Antonio Basso (1605-1648) est un jurisconsulte et poète italien. Il prit une grande part dans la révolution napolitaine de 1647.

## Aperçu biographique
Membre de l'Académie degli Oziosi, docteur en droit et poète, Basso fut un républicain convaincu.
Il publia en 1645, sous le pseudonyme d'Occulto, des Poésies, dédiées au cardinal Filomarino, qui, en général, témoignent d'un goût baroque. Il fut exécuté en février 1648 pour sa participation à la conjuration de Modène contre Guise et pour ses liens avec l’ambassadeur François du Val de Fontenay-Mareuil.
Le duc de Guise dit de lui dans ses Mémoires : « Basso fut celui qui porta la parole, homme éloquent et d’un esprit fort chaud et fort emporté. Il me dit que l’établissement de la république était si nécessaire, qu’il me priait d’en vouloir jeter les premiers fondements. »

## Œuvres
- Il trionfo della bellezza nelle nozze di D. Placido e di Donna Isabella de Sangro, Naples, 1640 (lire en ligne);
- Il pomo di Venere, dramma per musica nella festa delle nozze di D. Placido e D. Isabella de Sangro, ibid. s. d.;
- Poesie del dottor Antonio Basso accademico otioso, ibid. 1645.